# Thomas J. Watson
Pour les articles homonymes, voir Thomas Watson et Watson.
Thomas J. Watson, né le 17 février 1874 à Campbell (États-Unis) et mort le 19 juin 1956 à New York, est nommé à la tête de la compagnie C-T-R, en 1914, la renomme IBM en 1924 et la préside jusqu'en 1956. 

## Président d'IBM
IBM a été propriétaire de la firme allemande Dehomag dès 1922 et a collaboré avec le régime national socialiste. Le livre-enquête d'Edwin Black révèle cette collaboration et les profits de la société IBM sous la direction de Thomas J. Watson,.
Il a présidé la section américaine de la Chambre de commerce internationale.